# Tnine Aglou
Tnine Aglou  (in arabo اثنين اكلو‎?) è un centro abitato e comune rurale del Marocco situato nella provincia di Tiznit, regione di Souss-Massa. Conta una popolazione di 10 240 abitanti (censimento 2014).